# Aeschynomene magna
Aeschynomene magna är en ärtväxtart som beskrevs av Velva Elaine Rudd. Aeschynomene magna ingår i släktet Aeschynomene och familjen ärtväxter. Inga underarter finns listade i Catalogue of Life.